# مرحلة المجموعات في دوري أبطال أوروبا 2011–12
هذه الصحفة تقدم تفاصيل دور المجموعات من دوري أبطال أوروبا 2011–12.
شملت دور المجموعات 32 فريق: 22 فريق تأهلوا مباشرة والفائزون العشرة من جولة الملحق (خمسة من خلال مسار الأبطال، وخمسة من خلال مسار الدوري).
تم تقسيم هذه الفرق إلى ثمان مجموعات من أربعة، حيث لعبوا ضد بعضهم البعض بذهاب-و-إياب. مواعيد المباريات كانت 13–14 سبتمبر، 27–28 سبتمبر، 18–19 أكتوبر، 1–2 نوفمبر، 22–23 نوفمبر، و 6–7 ديسمبر.
وقد تأهل الفريقين الأفضل في كل مجموعة إلى مرحلة خروج المغلوب الأولى، في حين سينتقل الفريق صاحب المركز الثالث إلى دور الـ32 من دوري أوروبا.

## التصنيف
أقيمت قرعة دور المجموعات في موناكو يوم 25 أغسطس 2011 عند الساعة 17:45 حسب توقيت وسط أوروبا (ت ع م+02:00).
الفرق سوف تصنف إلى أربعة وعاءات تعتمد على تقييم اليويفا للأندية. برشلونة، حامل اللقب، سيتم تصنيفه تلقائياً في الوعاء 1. فرق من نفس الاتحاد الوطني لن يمكن وضعهم أمام بعضهم البعض في المجموعة نفسها. يحتوي التصنيف 1 على الفرق 1–9، التصنيف 2 فرق مصنفة 10–24، التصنيف 3 فرق مصنفة 31–83، في حين يحتوي التصنيف 4 على فرق مصنفة 86–200 وفرق غير مصنفة.
| الوعاء 1         | الوعاء 1 |
| الفريق           | المعامل  |
| ---------------- | -------- |
| برشلونة ح ل      | 141.465  |
| مانشستر يونايتد  | 151.157  |
| تشيلسي           | 129.157  |
| بايرن ميونخ دوري | 118.887  |
| آرسنال دوري      | 108.157  |
| ريال مدريد       | 103.408  |
| بورتو            | 100.319  |
| إنترناسيونالي    | 100.110  |

| الوعاء 2       | الوعاء 2 |
| الفريق         | المعامل  |
| -------------- | -------- |
| ميلان          | 94.110   |
| ليون دوري      | 92.735   |
| شاختار دونيتسك | 87.776   |
| فالنسيا        | 85.408   |
| بنفيكا دوري    | 81.319   |
| فياريال دوري   | 75.465   |
| سسكا موسكو     | 73.941   |
| مرسيليا        | 68.735   |

| الوعاء 3           | الوعاء 3 |
| الفريق             | المعامل  |
| ------------------ | -------- |
| زينيت سانت بطرسبرغ | 60.441   |
| أياكس              | 56.025   |
| باير ليفركوزن      | 54.887   |
| أوليمبياكوس        | 50.833   |
| مانشستر سيتي       | 47.157   |
| ليل                | 40.735   |
| بازل               | 39.980   |
| باتي بوريسوف بطل   | 23.216   |

| الوعاء 4           | الوعاء 4 |
| الفريق             | المعامل  |
| ------------------ | -------- |
| بوروسيا دورتموند   | 22.887   |
| نابولي             | 21.110   |
| دينامو زغرب بطل    | 20.224   |
| أبويل بطل          | 13.124   |
| ترابزونسبور        | 12.010   |
| غينك بطل           | 8.400    |
| فيكتوريا بيلزن بطل | 5.170    |
| أوتسيلول غالاتس    | 5.164    |

ح ل حامل اللقب. حامل اللقب يتصدر قائمة ترتيب التصنيف تلقائياً.
بطل تأهل من خلال مسار الأبطال
دوري تأهل من خلال مسار الدوري

## معايير كسر التعادل
إذا كان فريقين أثنين أو أكثر متساويون في النقاط عند الانتهاء من مباريات المجموعة، سوف يتم تطبيق المعايير التالية لتحديد الترتيب:
1. أعلى عدد من النقاط التي تم الحصول عليها في مباريات المجموعة التي لعبت بين الفرق المعنية؛
2. متفوق بفارق الأهداف عن الفريق من مباريات المجموعة التي لعبت بين الفرق المعنية؛
3. أكبر عدد من الأهداف المسجلة في مباريات المجموعة التي لعبت بين الفرق المعنية؛
4. أكبر عدد من الأهداف سجلت خارج قواده من على أرضه في مباريات المجموعة التي لعبت بين الفريقين المعنيين؛
5. إذا، بعد تطبيق المعايير 1) إلى 4) للعديد من الفرق، فريقان لا يزال لديها ترتيب متساوي، سيتم إعادة تطبيق المعايير 1) إلى 4) لتحديد ترتيب هذه الفرق؛
6. متفوقة بفارق الأهداف عن جميع المباريات التي خاضها الفريق؛
7. أكبر عدد من الأهداف المسجلة في جميع المباريات التي خاضها الفريق؛
8. أعلى عدد من النقاط التي تراكمت لدى معامل النادي المعني، فضلا عن اتحاده، على مدى المواسم الخمسة السابقة.

## المجموعات
| مفاتيح الألوان في جدول المجموعات                         |
| -------------------------------------------------------- |
| فائزون المجموعات والثواني صعدوا إلى دور الـ16            |
| الفرق أصحاب المركز الثالث دخلوا دوري أوروبا في دور الـ32 |

الأوقات حت نهاية أكتوبر حسب توقيت أوروبا الصيفي (ت ع م+02:00)، بعد ذلك الأوقات حسب توقيت أوروبا (ت ع م+01:00)

### المجموعة 1
| الفريق       | نقاط | فرق | عليه | له | خ | ت | ف | لعب |
| ------------ | ---- | --- | ---- | -- | - | - | - | --- |
| بايرن ميونخ  | 13   | 5+  | 6    | 11 | 1 | 1 | 4 | 6   |
| نابولي       | 11   | 4+  | 6    | 10 | 1 | 2 | 3 | 6   |
| مانشستر سيتي | 10   | 3+  | 6    | 9  | 2 | 1 | 3 | 6   |
| فياريال      | 0    | 12− | 14   | 2  | 6 | 0 | 0 | 6   |

| مانشستر سيتي | 1 – 1 | نابولي     |
| ------------ | ----- | ---------- |
| كولاروف 74'  | تقرير | كافاني 69' |

| فياريال | 2 – 0 | بايرن ميونخ           |
| ------- | ----- | --------------------- |
|         | تقرير | كروس 7' · رافينيا 76' |

| بايرن ميونخ      | 0 – 2 | مانشستر سيتي |
| ---------------- | ----- | ------------ |
| غوميز 38'، 45+1' | تقرير |              |

| نابولي                         | 0 – 2 | فياريال |
| ------------------------------ | ----- | ------- |
| هامشيك 14' · كافاني 17' (ركل.) | تقرير |         |

| نابولي                | 1 – 1 | بايرن ميونخ |
| --------------------- | ----- | ----------- |
| بادشتوبر 39' (بالخطأ) | تقرير | كروس 2'     |

| مانشستر سيتي                         | 1 – 2 | فياريال |
| ------------------------------------ | ----- | ------- |
| مارتشينا 43' (بالخطأ) · أغويرو 90+3' | تقرير | كاني 4' |

| بايرن ميونخ         | 2 – 3 | نابولي             |
| ------------------- | ----- | ------------------ |
| غوميز 17'، 23'، 42' | تقرير | فيرنانديز 45'، 79' |

| فياريال | 3 – 0 | مانشستر سيتي                              |
| ------- | ----- | ----------------------------------------- |
|         | تقرير | ي. توريه 30'، 71' · بالوتيلي 45+3' (ركل.) |

| نابولي          | 1 – 2 | مانشستر سيتي |
| --------------- | ----- | ------------ |
| كافاني 17'، 49' | تقرير | بالوتيلي 33' |

| بايرن ميونخ                | 1 – 3 | فياريال       |
| -------------------------- | ----- | ------------- |
| ريبيري 3'، 69' · غوميز 24' | تقرير | دي غوزمان 50' |

| مانشستر سيتي             | 0 – 2 | بايرن ميونخ |
| ------------------------ | ----- | ----------- |
| سيلفا 36' · ي. توريه 52' | تقرير |             |

| فياريال | 2 – 0 | نابولي                |
| ------- | ----- | --------------------- |
|         | تقرير | إنلر 65' · هامشيك 76' |

### المجموعة 2
| الفريق        | نقاط | فرق | عليه | له | خ | ت | ف | لعب |
| ------------- | ---- | --- | ---- | -- | - | - | - | --- |
| إنترناسيونالي | 10   | 1+  | 7    | 8  | 2 | 1 | 3 | 6   |
| سسكا موسكو    | 8    | 1+  | 8    | 9  | 2 | 2 | 2 | 6   |
| ترابزونسبور   | 7    | 2−  | 5    | 3  | 1 | 4 | 1 | 6   |
| ليل           | 6    | 0   | 6    | 6  | 2 | 3 | 1 | 6   |

| ليل                  | 2 – 2 | سسكا موسكو      |
| -------------------- | ----- | --------------- |
| سو 44' · بيدريتي 57' | تقرير | دومبيا 72'، 90' |

| إنترناسيونالي | 1 – 0 | ترابزونسبور   |
| ------------- | ----- | ------------- |
|               | تقرير | تشيلوستكا 76' |

| سسكا موسكو                    | 3 – 2 | إنترناسيونالي                      |
| ----------------------------- | ----- | ---------------------------------- |
| دزاغويف 45+3' · فاغنر لوف 77' | تقرير | لوسيو 6' · بازيني 23' · زاراتي 78' |

| ترابزونسبور       | 1 – 1 | ليل    |
| ----------------- | ----- | ------ |
| كولمان 75' (ركل.) | تقرير | سو 31' |

| سسكا موسكو                 | 0 – 3 | ترابزونسبور |
| -------------------------- | ----- | ----------- |
| دومبيا 29'، 86' · كونا 76' | تقرير |             |

| ليل | 1 – 0 | إنترناسيونالي |
| --- | ----- | ------------- |
|     | تقرير | بازيني 21'    |

| ترابزونسبور | 0 – 0 | سسكا موسكو |
| ----------- | ----- | ---------- |
|             | تقرير |            |

| إنترناسيونالي           | 1 – 2 | ليل         |
| ----------------------- | ----- | ----------- |
| صامويل 18' · ميليتو 65' | تقرير | دي ميلو 83' |

| سسكا موسكو | 2 – 0 | ليل                                 |
| ---------- | ----- | ----------------------------------- |
|            | تقرير | ف. بريزيفتسكي 49' (بالخطأ) · سو 64' |

| ترابزونسبور  | 1 – 1 | إنترناسيونالي |
| ------------ | ----- | ------------- |
| ألتينتوب 23' | تقرير | ألفاريز 18'   |

| ليل | 0 – 0 | ترابزونسبور |
| --- | ----- | ----------- |
|     | تقرير |             |

| إنترناسيونالي | 2 – 1 | سسكا موسكو                     |
| ------------- | ----- | ------------------------------ |
| كامبياسو 51'  | تقرير | دومبيا 50' · ف. بيريزوتسكي 86' |

### المجموعة 3
| الفريق          | نقاط | فرق | عليه | له | خ | ت | ف | لعب |
| --------------- | ---- | --- | ---- | -- | - | - | - | --- |
| بنفيكا          | 12   | 4+  | 4    | 8  | 0 | 3 | 3 | 6   |
| بازل            | 11   | 1+  | 10   | 11 | 1 | 2 | 3 | 6   |
| مانشستر يونايتد | 9    | 3+  | 8    | 11 | 1 | 3 | 2 | 6   |
| أوتسيلول غالاتس | 0    | 8−  | 11   | 3  | 6 | 0 | 0 | 6   |

| بازل                             | 1 – 2 | أوتسيلول غالاتس |
| -------------------------------- | ----- | --------------- |
| ف. فراي 39' · أ. فراي 84' (ركل.) | تقرير | بينا 58'        |

| بنفيكا      | 1 – 1 | مانشستر يونايتد |
| ----------- | ----- | --------------- |
| كاردوزو 24' | تقرير | جيغز 42'        |

| مانشستر يونايتد           | 3 – 3 | بازل                                  |
| ------------------------- | ----- | ------------------------------------- |
| ويلبك 16'، 17' · يونغ 90' | تقرير | ف. فراي 58' · أ. فراي 60'، 76' (ركل.) |

| أوتسيلول غالاتس | 1 – 0 | بنفيكا          |
| --------------- | ----- | --------------- |
|                 | تقرير | برونو سيزار 41' |

| أوتسيلول غالاتس | 2 – 0 | مانشستر يونايتد               |
| --------------- | ----- | ----------------------------- |
|                 | تقرير | روني 64' (ركل.)، 90+2' (ركل.) |

| بازل | 2 – 0 | بنفيكا                  |
| ---- | ----- | ----------------------- |
|      | تقرير | سيزار 20' · كاردوزو 75' |

| مانشستر يونايتد                 | 0 – 2 | أوتسيلول غالاتس |
| ------------------------------- | ----- | --------------- |
| فالنسيا 8' · سارغي 88' (بالخطأ) | تقرير |                 |

| بنفيكا     | 1 – 1 | بازل     |
| ---------- | ----- | -------- |
| رودريغو 4' | تقرير | هوغل 64' |

| أوتسيلول غالاتس         | 3 – 2 | بازل                                   |
| ----------------------- | ----- | -------------------------------------- |
| غيورغيو 75' · أنتال 81' | تقرير | ف. فراي 10' · أ. فراي 14' · ستريلر 37' |

| مانشستر يونايتد           | 2 – 2 | بنفيكا                       |
| ------------------------- | ----- | ---------------------------- |
| برباتوف 30' · فليتشير 59' | تقرير | جونز 3' (بالخطأ) · إيمار 61' |

| بازل                    | 1 – 2 | مانشستر يونايتد |
| ----------------------- | ----- | --------------- |
| ستريلر 9' · أ. فراي 84' | تقرير | جونز 89'        |

| بنفيكا     | 0 – 1 | أوتسيلول غالاتس |
| ---------- | ----- | --------------- |
| كاردوزو 7' | تقرير |                 |

ملاحظات
ملاحظة 1: سوف يلعب أوتسيلول غالاتس مبارياته المنزلية على الملعب الوطني، بوخارست بما أن ملعب الفريق ملعب أوتسيلول لم يستوف معايير الاتحاد الأوروبي لكرة القدم.

### المجموعة 4
| الفريق      | نقاط | فرق | عليه | له | خ | ت | ف | لعب |
| ----------- | ---- | --- | ---- | -- | - | - | - | --- |
| ريال مدريد  | 18   | 17+ | 2    | 19 | 0 | 0 | 6 | 6   |
| ليون        | 8    | 2+  | 7    | 9  | 2 | 2 | 2 | 6   |
| أياكس       | 8    | 0   | 6    | 6  | 2 | 2 | 2 | 6   |
| دينامو زغرب | 0    | 19− | 22   | 3  | 6 | 0 | 0 | 6   |

| دينامو زغرب | 1 – 0 | ريال مدريد   |
| ----------- | ----- | ------------ |
|             | تقرير | دي ماريا 53' |

| أياكس | 0 – 0 | ليون |
| ----- | ----- | ---- |
|       | تقرير |      |

| ليون                    | 0 – 2 | دينامو زغرب |
| ----------------------- | ----- | ----------- |
| غوميز 23' · ب. كوني 42' | تقرير |             |

| ريال مدريد                           | 0 – 3 | أياكس |
| ------------------------------------ | ----- | ----- |
| رونالدو 25' · كاكا 41' · بن زيمة 49' | تقرير |       |

| ريال مدريد                                               | 0 – 4 | ليون |
| -------------------------------------------------------- | ----- | ---- |
| بن زيمة 19' · خضيرة 47' · لوريس 55' (بالخطأ) · راموس 81' | تقرير |      |

| دينامو زغرب | 2 – 0 | أياكس                      |
| ----------- | ----- | -------------------------- |
|             | تقرير | بويريغتر 49' · إريكسين 90' |

| ليون | 2 – 0 | ريال مدريد              |
| ---- | ----- | ----------------------- |
|      | تقرير | رونالدو 24'، 69' (ركل.) |

| أياكس                                                      | 0 – 4 | دينامو زغرب |
| ---------------------------------------------------------- | ----- | ----------- |
| فان دير فيل 20' · سليماني 25' · دي يونغ 65' · لوديرو 90+2' | تقرير |             |

| ريال مدريد                                                 | 2 – 6 | دينامو زغرب                |
| ---------------------------------------------------------- | ----- | -------------------------- |
| بن زيمة 2'، 66' · كاليخون 6'، 49' · هيغواين 9' · أوزيل 20' | تقرير | بيسيراي 81' · توميتشاك 90' |

| ليون | 0 – 0 | أياكس |
| ---- | ----- | ----- |
|      | تقرير |       |

| دينامو زغرب  | 7 – 1 | ليون                                                                 |
| ------------ | ----- | -------------------------------------------------------------------- |
| كوافتشيك 40' | تقرير | غوميز 45'، 48'، 52'، 70' · غونالونز 48' · ليساندرو 65' · براياند 76' |

| أياكس | 3 – 0 | ريال مدريد                       |
| ----- | ----- | -------------------------------- |
|       | تقرير | كاليخون 14'، 90+2' · هيغواين 41' |

### المجموعة 5
| الفريق        | نقاط | فرق | عليه | له | خ | ت | ف | لعب |
| ------------- | ---- | --- | ---- | -- | - | - | - | --- |
| تشيلسي        | 11   | 9+  | 4    | 13 | 1 | 2 | 3 | 6   |
| باير ليفركوزن | 10   | 0   | 8    | 8  | 2 | 1 | 3 | 6   |
| فالنسيا       | 8    | 5+  | 7    | 12 | 2 | 2 | 2 | 6   |
| غينك          | 3    | 14− | 16   | 2  | 3 | 3 | 0 | 6   |

| تشيلسي                      | 0 – 2 | باير ليفركوزن |
| --------------------------- | ----- | ------------- |
| دافيد لويز 67' · ماتا 90+2' | تقرير |               |

| غينك | 0 – 0 | فالنسيا |
| ---- | ----- | ------- |
|      | تقرير |         |

| فالنسيا            | 1 – 1 | تشيلسي      |
| ------------------ | ----- | ----------- |
| سولدادو 87' (ركل.) | تقرير | لامبارد 56' |

| باير ليفركوزن           | 0 – 2 | غينك |
| ----------------------- | ----- | ---- |
| بيندر 30' · بالاك 90+1' | تقرير |      |

| باير ليفركوزن        | 1 – 2 | فالنسيا   |
| -------------------- | ----- | --------- |
| شويرله 52' · سام 54' | تقرير | جوناس 24' |

| تشيلسي                                                 | 0 – 5 | غينك |
| ------------------------------------------------------ | ----- | ---- |
| ميريلس 8' · توريس 11'، 27' · إيفانوفيتش 42' · كالو 72' | تقرير |      |

| فالنسيا                           | 1 – 3 | باير ليفركوزن |
| --------------------------------- | ----- | ------------- |
| جوناس 1' · سولدادو 65' · رامي 75' | تقرير | كيسلينج 31'   |

| غينك      | 1 – 1 | تشيلسي      |
| --------- | ----- | ----------- |
| فوسين 61' | تقرير | راميريز 26' |

| باير ليفركوزن             | 1 – 2 | تشيلسي     |
| ------------------------- | ----- | ---------- |
| دردييوك 73' · فريدريش 90' | تقرير | دروغبا 48' |

| فالنسيا                                                                   | 0 – 7 | غينك |
| ------------------------------------------------------------------------- | ----- | ---- |
| جوناس 10' · سولدادو 13'، 36'، 39' · بابلو 68' · أدوريز 70' · ت. كوستا 81' | تقرير |      |

| تشيلسي                       | 0 – 3 | فالنسيا |
| ---------------------------- | ----- | ------- |
| دروغبا 3'، 76' · راميريز 22' | تقرير |         |

| غينك      | 1 – 1 | باير ليفركوزن |
| --------- | ----- | ------------- |
| فوسين 30' | تقرير | دردييوك 79'   |

### المجموعة 6
| الفريق           | نقاط | فرق | عليه | له | خ | ت | ف | لعب |
| ---------------- | ---- | --- | ---- | -- | - | - | - | --- |
| آرسنال           | 11   | 1+  | 6    | 7  | 1 | 2 | 3 | 6   |
| مرسيليا          | 10   | 3+  | 4    | 7  | 2 | 1 | 3 | 6   |
| أوليمبياكوس      | 6    | 2+  | 6    | 8  | 3 | 0 | 3 | 6   |
| بوروسيا دورتموند | 4    | 6−  | 12   | 6  | 4 | 1 | 1 | 6   |

| أوليمبياكوس | 1 – 0 | مرسيليا   |
| ----------- | ----- | --------- |
|             | تقرير | لوتشو 51' |

| بوروسيا دورتموند | 1 – 1 | آرسنال        |
| ---------------- | ----- | ------------- |
| بيريشيتش 88'     | تقرير | فان بيرسي 42' |

| آرسنال                             | 1 – 2 | أوليمبياكوس |
| ---------------------------------- | ----- | ----------- |
| أوكسلاد-تشامبرلاين 8' · سانتوس 20' | تقرير | فوستر 27'   |

| مرسيليا                            | 0 – 3 | بوروسيا دورتموند |
| ---------------------------------- | ----- | ---------------- |
| أ. أيوو 20'، 69' (ركل.) · ريمي 62' | تقرير |                  |

| مرسيليا | 1 – 0 | آرسنال      |
| ------- | ----- | ----------- |
|         | تقرير | رامزي 90+2' |

| أوليمبياكوس                         | 1 – 3 | بوروسيا دورتموند |
| ----------------------------------- | ----- | ---------------- |
| هوليباس 8' · جبور 40' · موديستو 78' | تقرير | ليفاندوفسكي 26'  |

| آرسنال | 0 – 0 | مرسيليا |
| ------ | ----- | ------- |
|        | تقرير |         |

| بوروسيا دورتموند | 0 – 1 | أوليمبياكوس |
| ---------------- | ----- | ----------- |
| غروسكرويتس 7'    | تقرير |             |

| مرسيليا | 1 – 0 | أوليمبياكوس     |
| ------- | ----- | --------------- |
|         | تقرير | فيتفاتزيديس 82' |

| آرسنال             | 1 – 2 | بوروسيا دورتموند |
| ------------------ | ----- | ---------------- |
| فان بيرسي 49'، 86' | تقرير | كاغاوا 90+2'     |

| أوليمبياكوس                        | 1 – 3 | آرسنال     |
| ---------------------------------- | ----- | ---------- |
| جبور 16' · فوستر 36' · موديستو 89' | تقرير | بنايون 57' |

| بوروسيا دورتموند                      | 3 – 2 | مرسيليا                                 |
| ------------------------------------- | ----- | --------------------------------------- |
| بلاشتشيكوفسكي 23' · هوميلس 32' (ركل.) | تقرير | ريمي 45+4' · أ. أيوو 85' · فالبوينا 87' |

### المجموعة 7
| الفريق             | نقاط | فرق | عليه | له | خ | ت | ف | لعب |
| ------------------ | ---- | --- | ---- | -- | - | - | - | --- |
| أبويل              | 9    | 0   | 6    | 6  | 1 | 3 | 2 | 6   |
| زينيت سانت بطرسبرغ | 9    | 2+  | 5    | 7  | 1 | 3 | 2 | 6   |
| بورتو              | 8    | 0   | 7    | 7  | 2 | 2 | 2 | 6   |
| شاختار دونيتسك     | 5    | 2−  | 8    | 6  | 3 | 2 | 1 | 6   |

| بورتو                 | 1 – 2 | شاختار دونيتسك   |
| --------------------- | ----- | ---------------- |
| هولك 28' · كليبير 51' | تقرير | لويز أدريانو 12' |

| أبويل                    | 1 – 2 | زينيت سانت بطرسبرغ |
| ------------------------ | ----- | ------------------ |
| ماندوكا 73' · أيلتون 75' | تقرير | زيريانوف 63'       |

| زينيت سانت بطرسبرغ          | 1 – 3 | بورتو           |
| --------------------------- | ----- | --------------- |
| شيروكوف 20'، 63' · داني 72' | تقرير | ج. رودريغيز 10' |

| شاختار دونيتسك | 1 – 1 | أبويل           |
| -------------- | ----- | --------------- |
| جادسون 64'     | تقرير | تريتشكوفسكي 61' |

| شاختار دونيتسك                  | 2 – 2 | زينيت سانت بطرسبرغ         |
| ------------------------------- | ----- | -------------------------- |
| ويليان 15' · لويز أدريانو 45+1' | تقرير | شيروكوف 33' · فايزولين 60' |

| بورتو    | 1 – 1 | أبويل      |
| -------- | ----- | ---------- |
| هولك 13' | تقرير | أيلتون 19' |

| زينيت سانت بطرسبرغ | 0 – 1 | شاختار دونيتسك |
| ------------------ | ----- | -------------- |
| لومبارتس 45+1'     | تقرير |                |

| أبويل                           | 1 – 2 | بورتو           |
| ------------------------------- | ----- | --------------- |
| أيلتون 42' (ركل.) · ماندوكا 90' | تقرير | هولك 89' (ركل.) |

| زينيت سانت بطرسبرغ | 0 – 0 | أبويل |
| ------------------ | ----- | ----- |
|                    | تقرير |       |

| شاختار دونيتسك | 2 – 0 | بورتو                         |
| -------------- | ----- | ----------------------------- |
|                | تقرير | هولك 79' · رات 90+2' (بالخطأ) |

| بورتو | 0 – 0 | زينيت سانت بطرسبرغ |
| ----- | ----- | ------------------ |
|       | تقرير |                    |

| أبويل | 2 – 0 | شاختار دونيتسك                   |
| ----- | ----- | -------------------------------- |
|       | تقرير | لويز أدريانو 62' · سيليزنيوف 78' |

### المجموعة 8
| الفريق         | نقاط | فرق | عليه | له | خ | ت | ف | لعب |
| -------------- | ---- | --- | ---- | -- | - | - | - | --- |
| برشلونة        | 16   | 16+ | 4    | 20 | 0 | 1 | 5 | 6   |
| ميلان          | 9    | 3+  | 8    | 11 | 1 | 3 | 2 | 6   |
| فيكتوريا بيلزن | 5    | 7−  | 11   | 4  | 3 | 2 | 1 | 6   |
| باتي بوريسوف   | 2    | 12− | 14   | 2  | 4 | 2 | 0 | 6   |

| برشلونة             | 2 – 2 | ميلان                 |
| ------------------- | ----- | --------------------- |
| بيدرو 36' · فيا 50' | تقرير | باتو 1' · سيلفا 90+2' |

| فيكتوريا بيلزن | 1 – 1 | باتي بوريسوف |
| -------------- | ----- | ------------ |
| باكوش 45+1'    | تقرير | بريسان 69'   |

| باتي بوريسوف | 5 – 0 | برشلونة                                                       |
| ------------ | ----- | ------------------------------------------------------------- |
|              | تقرير | أ. فولودكو 19' (بالخطأ) · بيدرو 22' · ميسي 38'، 56' · فيا 90' |

| ميلان                                | 0 – 2 | فيكتوريا بيلزن |
| ------------------------------------ | ----- | -------------- |
| إبراهيموفيتش 53' (ركل.) · كاسانو 66' | تقرير |                |

| ميلان                          | 0 – 2 | باتي بوريسوف |
| ------------------------------ | ----- | ------------ |
| إبراهيموفيتش 33' · بواتينج 70' | تقرير |              |

| برشلونة               | 0 – 2 | فيكتوريا بيلزن |
| --------------------- | ----- | -------------- |
| إنييستا 10' · فيا 82' | تقرير |                |

| باتي بوريسوف      | 1 – 1 | ميلان            |
| ----------------- | ----- | ---------------- |
| بريسان 55' (ركل.) | تقرير | إبراهيموفيتش 22' |

| فيكتوريا بيلزن | 4 – 0 | برشلونة                                      |
| -------------- | ----- | -------------------------------------------- |
|                | تقرير | ميسي 24' (ركل.)، 45+2'، 90+2' · فابريغاس 72' |

| باتي بوريسوف | 1 – 0 | فيكتوريا بيلزن |
| ------------ | ----- | -------------- |
|              | تقرير | باكوش 42'      |

| ميلان                          | 3 – 2 | برشلونة                                              |
| ------------------------------ | ----- | ---------------------------------------------------- |
| إبراهيموفيتش 20' · بواتينج 54' | تقرير | فان بوميل 14' (بالخطأ) · ميسي 31' (ركل.) · تشافي 63' |

| برشلونة                                          | 0 – 4 | باتي بوريسوف |
| ------------------------------------------------ | ----- | ------------ |
| روبرتو 35' · مونتويا 60' · بيدرو 63'، 89' (ركل.) | تقرير |              |

| فيكتوريا بيلزن            | 2 – 2 | ميلان                  |
| ------------------------- | ----- | ---------------------- |
| بيسترون 89' · دوريش 90+3' | تقرير | باتو 47' · روبينهو 49' |

ملاحظات
ملاحظة 2: لعب فيكتوريا بيلزن مبارياته المنزلية على سينوت تيب أرينا، براغ بما أن ملعب الفريق ملعب ميستا بلزني لم يستوف معايير الاتحاد الأوروبي لكرة القدم.
ملاحظة 3: لعب باتي بوريسوف مبارياته المنزلية على ملعب دينامو، مينسك بما أن ملعب الفريق ملعب هارادسكي لم يستوف معايير الاتحاد الأوروبي لكرة القدم.